# Corongia
Il Corongia è un fiume di 17 km che scorre a Tortolì, in Sardegna.

## Corso del fiume
Nasce sul Cuccuru Ormai a 932 m s.l.m. e sfocia nel mar Tirreno presso Tortolì con il nome di fiume Foddeddu.